# Patrick Bloche
Pour les articles homonymes, voir Bloche.
Patrick Bloche, né le 4 juillet 1956 à Neuilly-sur-Seine (Seine), est un homme politique français. Membre du Parti socialiste (PS), ancien député de Paris, il est actuellement premier adjoint à la maire de Paris.

## Biographie

### Jeunesse et études
Il fait ses études à l'Institut d’études politiques de Paris et à l'université Paris X-Nanterre, où il obtient une maîtrise de droit public et un DEA en droit social.
Membre du Parti socialiste, il est conseiller de Paris depuis 1995, député de l'ancienne et de la nouvelle septième circonscription de Paris de 1997 à 2017 et maire du 11e arrondissement de Paris de 2008 à 2014. Depuis 2017, il est adjoint à la maire de Paris Anne Hidalgo. Il devient premier adjoint en 2024, à la suite de l'élection comme député d'Emmanuel Grégoire.

### Carrière politique

#### Engagement politique
Adhérent du Parti socialiste depuis 1972, Patrick Bloche, d'abord proche de Georges Sarre et de Jean-Pierre Chevènement, est jusqu'en 1991 membre du CERES, puis de Socialisme et République.
De 1983 à 1995, il est secrétaire de la section PS du 11e arrondissement.
En janvier 2000, soutenu par Daniel Vaillant et Bertrand Delanoë (président du groupe socialiste au Conseil de Paris), il est élu, dès le premier tour, avec plus de 61 % des voix des adhérents au poste de premier secrétaire de la fédération PS de Paris, où il succède à Jean-Marie Le Guen, démissionnaire depuis le 23 novembre 1999. Sitôt élu, il a la charge d'organiser la primaire de désignation du candidat socialiste à la mairie de Paris, dans la perspective des élections municipales de mars 2001, visant à départager Bertrand Delanoë et Jack Lang. Il occupe cette fonction jusqu'en novembre 2008.
De 2003 à 2018, Patrick Bloche est membre du Bureau national du PS.

#### Député et maire
Patrick Bloche est élu député PS en 1997, à la suite de la dissolution de l'Assemblée nationale par Jacques Chirac, dans la 7e circonscription de Paris (parties du 11e arrondissement et du 12e arrondissement auxquelles sera ajouté le 4e arrondissement en 2012).
En 1998-1999, il est rapporteur de la proposition de loi créant le PACS, dont il est le coauteur avec Jean-Pierre Michel. Elle est adoptée le 13 octobre 1999.
En mars 2001, il succède à Bertrand Delanoë, élu maire de Paris, à la présidence du groupe socialiste et radical de gauche au Conseil de Paris.
Réélu en 2002 avec 57,74 % des suffrages, Patrick Bloche prend l'initiative, l'année suivante, d'une modification de la loi de 1881 sur la liberté de la presse afin de pénaliser les propos ou écrits à caractère discriminatoire en raison de l'orientation sexuelle, qui est votée en 2004.
Il est réélu, pour son troisième mandat, en juin 2007, avec 62,44 % des suffrages.
Directeur de campagne de Bertrand Delanoë pour sa réélection aux élections municipales de 2008, Patrick Bloche est lui-même tête de liste dans le 11e arrondissement. Il l'emporte dès le premier tour avec 55,06 % des suffrages et est élu maire de l'arrondissement le 29 mars 2008.
En 2009, il s'oppose au projet de loi Hadopi, défendant la licence globale comme alternative. La même année, il prend à partie Frédéric Mitterrand alors que celui-ci soutient le cinéaste Roman Polanski, puis lors de la parution de son livre La Mauvaise Vie, qu'il présente comme des écrits « insupportables ». Il l'accuse par son récit de ramener « les homos 10 ans en arrière ».
Le 13 juillet 2011, il intègre l'équipe de campagne de Martine Aubry pour la préparation de la campagne des primaires socialistes. Il est responsable, aux côtés de Sandrine Bonnaire, des sujets Culture-Médias.
Le 17 juin 2012, il est réélu député avec 67,57 % des suffrages.
De 2012 à 2017, il préside la commission des Affaires culturelles et de l'Éducation de l'Assemblée nationale.
En juillet 2012, cette commission le désigne pour siéger au sein du conseil d'administration de France Télévisions.
Le 9 février 2016, il fait partie des 92 députés socialistes qui votent contre l'article 2 du projet de loi constitutionnelle « de protection de la nation », introduisant dans la Constitution une extension de la déchéance de la nationalité française aux binationaux nés français.
En 2016, il fait adopter la proposition de loi « Liberté, indépendance et pluralisme des médias », devenue loi Bloche. Elle vise à renforcer la protection des journalistes à l'égard des pressions dont ils peuvent faire l'objet de la part des actionnaires et des annonceurs,.
Depuis le 6 octobre 2017, Patrick Bloche est adjoint à la maire de Paris Anne Hidalgo chargé de l'éducation, de la petite enfance, des familles, des nouveaux apprentissages, chargé du Conseil de Paris. Il devient premier adjoint à la maire de Paris le 8 juillet 2024, succédant à Emmanuel Grégoire, démissionnaire après son élection en tant que député pour respecter le non-cumul des mandats. Il conserve ses portefeuilles et se les voit élargis aux relations avec les mairies d’arrondissement.
À partir du 13 avril 2014, il est conseiller du 11e arrondissement délégué à l'urbanisme.
Patrick Bloche préside la Maison des Métallos depuis 2008, la Commission professionnelle des kiosquiers depuis 2014 et le Pavillon de l'Arsenal depuis 2020. Il est également président de la Carel-Mutuelle depuis 2014.

#### Primaire de gauche
Il est le directeur de campagne de Vincent Peillon pour la primaire citoyenne de 2017.
Après la victoire de Benoît Hamon à la primaire citoyenne de 2017, il est nommé responsable thématique « Culture-Médias » avec Frédéric Hocquard de sa campagne présidentielle.

## Synthèse des fonctions et mandats

### Au Conseil de Paris
- 19 juin 1995 - 18 mars 2001 : premier adjoint au maire du 11e arrondissement de Paris, le chevènementiste Georges Sarre, chargé de la culture.
- 18 mars 2001 - 29 mars 2008 : président du groupe socialiste et radical de gauche au Conseil de Paris
- 29 mars 2008 - 13 avril 2014 : maire du 11e arrondissement de Paris
- depuis le 20 mars 1989 : membre du conseil du 11e arrondissement de Paris
- depuis le 19 juin 1995 : membre du Conseil de Paris
- depuis le 6 octobre 2017 : adjoint à la maire de Paris
- depuis le 8 juillet 2024 : premier adjoint à la maire de Paris

### À l’Assemblée nationale
- 28 juin 2012 - 20 juin 2017 : président de la commission des Affaires culturelles et de l'Éducation
- 1er juin 1997 - 17 juin 2012 : député de la septième circonscription de Paris
- 17 juin 2012 - 18 juin 2017 : député de la septième circonscription de Paris (redécoupée)

## Décorations
- Officier de l'ordre des Arts et des Lettres (Arrêté du 8 mars 2018[17]).
- Chevalier de l'ordre des Palmes académiques (Décret du 22 décembre 2021).
- Ordre du Prince Trpimir avec collier (Croatie-2012)[18]
- Ordre de la Danica (Croatie-2012)[18]

## Ouvrages
- Patrick Bloche, Marc Gauchée et Emmanuel Pierrat, La culture, quand même ! : pour une politique culturelle contemporaine, Paris, 1001 nuits, 2002, 156 p. (ISBN 978-2-84205-675-9)
- Patrick Bloche, Jean-Pierre Michel et Denis Quinqueton, L'incroyable histoire du Pacs : Vingt ans après, le récit, Paris, Kero, 2019, 250 p. (ISBN 978-2-36658-414-1)